# Mạng Bravais
Trong hình học và tinh thể học, một mạng Bravais, đặt theo tên của nhà vật lí Auguste Bravais , là một mạng vô hạn cấu tạo từ những điểm phân biệt sinh ra từ một tập tịnh tiến rời rạc được miêu tả trong không gian ba chiều như sau:
{\displaystyle \mathbf {R} =n_{1}\mathbf {a} _{1}+n_{2}\mathbf {a} _{2}+n_{3}\mathbf {a} _{3}}
Trong đó ni là số nguyên bất kì và ai là các vector cơ sở được đặt ở những hướng khác nhau (không nhất thiết là đường vuông góc chung), từ đó phát triển thành không gian mạng. Các tập hợp vector rời rạc phải được đặt dưới phép cộng và trừ. Mạng Bravais là như nhau đối với bất kì vị trí vector R.
Khi các điểm phân biệt là các nguyên tử, ion hay chuỗi polymer, khái niệm mạng Bravais được dùng để chính thức định nghĩa một sự sắp đặt tinh thể và ranh giới vô hạn. Một tinh thể được tạo nên bởi sự sắp đặt tuần hoàn của một hay nhiều nguyên tử (gốc mạng) lặp lại ở mỗi nút mạng. Do đó, tinh thể trông giống nhau khi quan sát từ bất kì nút mạng nào.

## Trong không gian 2 chiều

1 – đơn tà, 2 – chữ nhật, 3 – tâm chữ nhật, 4 – lục giác, and 5 - tứ giác

Trong không gian hai chiều, có năm loại mạng Bravais, chia thành 4 nhóm tinh thể.
| Nhóm tinh thể | Nhóm điểm (Ghi chú Schoenflies) | 5 mạng Bravais | 5 mạng Bravais |
| Nhóm tinh thể | Nhóm điểm (Ghi chú Schoenflies) | Sơ cấp         | Tâm            |
| ------------- | ------------------------------- | -------------- | -------------- |
| Đơn tà        | C2                              | Xiên           |                |
| Orthorhombic  | D2                              | Chữ nhật       | Tâm chữ nhật   |
| Lục giác      | D6                              | Lục giác       |                |
| Tứ giác       | D4                              | Hình vuông     |                |